# Vilmos Huszár

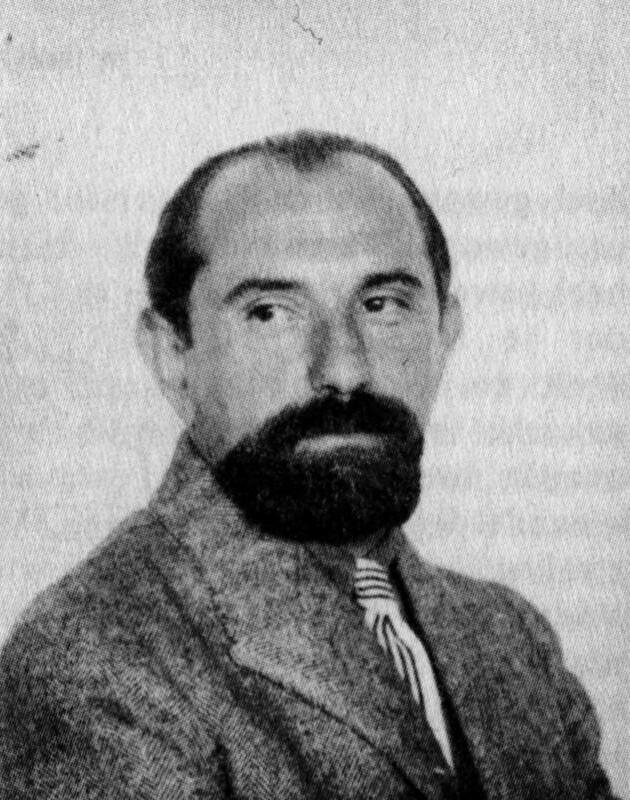
Vilmos Huszár, um 1922

Vilmos Huszár (* 5. Januar 1884 in Budapest, Ungarn; † 8. September 1960 Harderwijk, Niederlande), (eigentlich Vilmos Herz, seit 1904 Huszár) war ein ungarischer Maler, Grafiker und Typograf. Er war Mitbegründer der niederländischen Künstlergruppe De Stijl (1917–1931) und für Herbert Spencer einer der „Pioniere der modernen Typographie“.

## Leben und Werk
Huszár lernte zunächst an der Budapester Kunstschule Wanddekorateur, besuchte dann ab 1904 die Kunstakademie München und übersiedelte 1909 in die Niederlande, wo er bis 1939 in Voorburg lebte und arbeitete. Ab 1939 lebte und arbeitete er in Hierden bei Harderwijk.
Zwischen 1915 und 1916 experimentierte er mit kubistischen Gestaltungsweisen, ab 1916 entwickelte er erste Entwürfe für Glasfenster. Erste abstrakte Konstruktionen entstanden ab 1917.
Im Jahre 1917 gründete er gemeinsam mit Theo van Doesburg, Piet Mondrian, Georges Vantongerloo, J. J. P. Oud sowie Bart van der Leck die Künstlergruppe de Stijl, welche nach einer gleichnamigen Zeitschrift von van Doesburg benannt wurde. Bereits im Jahr 1918 kam es zu ersten Konflikten mit van Doesburg wegen der Farbgestaltung für Robert van ’t Hoff Innenräume in dessen Hausboot. In den Jahren 1918 bis 1919 entstanden mehrere Innenraumeinrichtungen sowie ab 1919 auch Interieursentwürfe, zum Beispiel für das Fotoatelier Berssenbrugge in Den Haag. Unter anderem nahm Huszár auch an Ausstellungen mit seinen De-Stijl-Kollegen in Berlin und Paris teil, es entwickelten sich erste internationale Kontakte. Ab 1925 arbeitete Huszár vor allem als Grafiker für Werbung und Industrie. So entwickelte er 1926 das komplette Design für die „Miss Blanche Virginia“ Zigarette. Ab 1927 widmete er sich verstärkt der Malerei, ab 1939 entstanden verstärkt Entwürfe für Möbelstücke, die von der Firma Metz und Co. gebaut wurden.
Mit Ausbruch des Zweiten Weltkrieges zog sich Huszár in den kleinen Ort Hierden zurück, wo er sich als Jude sicherer fühlte. In den folgenden Jahren widmete er sich in seiner Malerei der näheren Umgebung in einem naturalistischen Stil. Ab 1955 bis zu seinem Tod wandte er sich der gegenstandslosen Kunst zu.
Im Jahr 1960 starb Vilmos Huszár.